# Hospital Militar Principal de Luanda
Hospital Militar Principal/Instituto Superior, mais conhecido como Hospital Militar Principal de Luanda, é um hospital militar das Forças Armadas Angolanas, estando localizado em Maianga, na província de Luanda, junto à unidade do Serviço de Protecção Civil e Bombeiros. 
Além de uma unidade militar hospitalar, é um Instituto Superior militar, isto é, um hospital-escola vocacionado a formar e treinar médicos-militares em diversas especialidades.

## História
O Hospital Militar Principal descende de uma instituição denominada "Hospital Indígena da Caridade de Luanda", unidade hospitalar de pequeno porte datada da década de 1930. Em 1 de junho de 1961, o Hospital Indígena da Caridade de Luanda foi transformado em Hospital Militar de Luanda, sendo constatado em relatório do mesmo ano que as instalações herdadas do antigo hospital estavam em estado precário. O Quarteirão Hospitalar da Maianga, onde se instalou, ainda abrigava duas maternidades (atualmente Maternidade-Escola Lucrécia Paim), além de cozinha hospitalar, morgue, dispensário e outros edifícios de saúde, que inicialmente serviram de suporte ao Hospital Militar.
O hospital foi um dos primeiros a estabelecer um serviço sistemático de saúde oral em Angola. O hospital também foi o primeiro a implantar uma Unidade de Tratamento Intensivo com hemodiálise autónoma a partir de 1970. Neste ano, tornou-se, ainda, o último elo da cadeia de evacuação sanitária no território de Angola, com um heliporto e uma equipa de urgência permanente.
Em 1975, o Hospital Militar de Luanda passou para a administração das Forças Armadas Populares de Libertação de Angola, passando a ser chamado em 1976 de "Hospital Militar Central" e em 1989 como "Hospital Militar Principal", nome que conserva até a atualidade.
Em 1996 o hospital passou por um enorme renovação tecnológica, implantando tomografia computorizada, ultrassonografia, videoendoscopia, cateterismo cardíaco e marcapasso, permitindo a realização de cirurgia laparoscópica, ampliação dos serviços de hemodiálise e transplante de órgãos.
No ano de 2000 passa a ser denominado "Hospital Militar Principal/Instituto Superior" como forma de indicar sua posição como hospital-escola.
Em 2021, o presidente da república João Lourenço aprovou a remodelação do hospital orçada em 96.3 milhões de dólares. E em 2022, anunciou a construção de um "Hospital Militar Oncológico", a ser construído em Viana, na província de Luanda, que servirá como instituição complementar ao Hospital Militar Principal de Luanda.